# Lights and Sounds
Lights and Sounds (en català: Llums i Sons) és el cinqué àlbum d'estudi de la banda de rock estatunidenca Yellowcard, llençat el 24 de gener de 2006 als Estats Units a través del segell Capitol Records. Lights and Sounds és el primer disc conceptual de la banda, el qual va estar inspirat per tot allò que la banda sentia en el moment de la seua producció i com havien madurat durant aquell procés. L'àlbum s'aparta de l'estil de l'anterior treball de Yellowcard, Ocean Avenue (2003), abandonant ja definitivament el pop punk que els havia caracteritzat per apropar-se encara més al rock alternatiu.
Lights and Sounds rebé ressenyes contraposades de la crítica musical estatunidenca, essent considerat per alguns com un àlbum de menor qualitat que el seu predecessor, i per altres com un dels millors àlbums de rock alternatiu d'aquell any. Al seu llançament, arribà al número 5 de la llista Billboard 200 dels àlbums més venuts als Estats Units, essent el millor registre aconseguit per Yellowcard en tota la seua carrera musical. Malgrat això, l'àlbum només va vendre 315.000 còpies, que es quedaren prou lluny dels 2 milions assolits per Ocean Avenue. La banda va declarar que la decepció de vendes es devia al fet que havien anat "una mica massa lluny" amb les seues expectatives. Yellowcard va rebre el disc d'or de la RIAA per Lights and Sounds.
De l'àlbum sorgiren dos senzills: l'homònim Lights and Sounds i Rough Landing, Holly. Mentre la banda es trobava en plena promoció del disc, el guitarrista principal, Ben Harper, decidí deixar el grup. Temps després, els membres de Yellowcard declararien haver travessat els seus moments "més alts i més baixos" a causa de la marxa de Harper. Per a la gira de promoció del disc, la banda va reemplaçar Harper pel guitarrista Ryan Mendez.

## Context i producció
Després de quasi dos anys de gira de presentació del seu àlbum del 2003, Ocean Avenue, Yellowcard es va prendre uns mesos de descans. El desembre de 2004, el cantant Ryan Key i el baixista Pete Mosely es van mudar a Nova York per tal d'escriure cançons per a un futur disc, mentre que la resta de la banda romangué a Los Angeles.
Key i Mosely admitiren que el fet que ells es trobaren a Nova York provocà que hi hagués un endarreriment a l'hora d'escriure les cançons per al disc. Key, no obstant això, va explicar que es trobaven escrivint cançons "rares, obscures, no gaire suaus" i treballant amb els quaderns que havia escrit mentre la banda es trobava de gira. També va contar que ell se sentia capaç d'escriure durant un parell d'hores i recollir unes "15-20 idees" que podia presentar a la resta del grup, de manera que, quan estigueren junts, podrien començar a col·laborar en la gravació. Sobre aquest tema, Mosely va afegir que la raó que va fer que els costés tant de temps escriure era que estaven "espantats de mort" amb la composició. Tot i això, una vegada s'hi van posar, el procés es va tornar molt més senzill. Fou també durant aquest temps quan Key i Mosely van convertir el seu apartament en un estudi de gravació, afegint un bateria, amplificadors de guitarra i, fins i tot, un piano. Mentre Key i Mosely es trobaven desenvolupant les cançons, la resta de membres viatjaven ocasionalment a Nova York per a comprovar el procés.
L'abril de 2005, la banda es va reunir a Los Angeles i començà a treballar als estudis Sunset Sound. El mes següent, a una entrevista per a MTV News, el guitarrista principal, Ben Harper, comunicà que el procés de composició havia finalitzat. A més, comentà que el grup havia gravat un total de 19 cançons per a l'àlbum, de les quals només 13 havien estat seleccionades per al tall final. Les sessions de gravació es portaren a terme als estudis Sunset Sound entre el maig i el juny de 2005, amb el productor Neal Avron. La gravació va estar dirigida per ell i per Bradley Cook, amb l'assistència de Bill Mims i l'enginyer de Pro Tools Travis Huff. Tom Lord-Alge mesclà les gravacions amb l'assistència de Femio Hernández als estudis South Beach de Miami. Ted Jensen s'encarregà de la masterització a Sterling Sound a Nova York.

## Música

### Estil musical
Amb Lights and Sounds, Yellowcard es movia del pop punk dels seus orígens a un so més proper al rock alternatiu. L'àlbum és una mena de disc conceptual, creat per reflectir allò que la banda sentia en el moment de la seua producció. Ryan Key afirmà sobre aquest tema que Ocean Avenue era un disc que parlava de "trobar el teu lloc al món" i explicà que Lights and Sounds era més sobre "adonar-se que t'has perdut". La banda ha citat com a influències per a aquest disc Kid A de Radiohead i Use Your Illusion I i Use Your Illusion II de Guns N' Roses. Altres referències van ser grups com Aphex Twin, Mouse on Mars i Explosions in the Sky.